# Isla de Astove
La isla de Astove es un atolón de Seychelles situado en el océano Índico. Se halla a 38 km SSE de Cosmoledo.
Se trata de un atolón con forma de anillo casi cerrado. Su laguna interior tiene una profundidad máxima de 3 metros y está comunicada con el mar por el sudoeste. El atolón mide 4,5 km de norte a sur y 2 km de este a oeste, con una superficie de 4,96 km²; y su área total, incluyendo la laguna es de 9,5 km². Su único asentamiento, en la costa occidental, fue abandonado en los años 80. Existe también una pista de aterrizaje de hierba. Declarada reserva natural, actualmente está cerrada al público y se prohíbe todo acceso.
La isla de Astove y el atolón de Cosmoledo, conforman el Grupo de Cosmoledo. Grupo que a su vez, junto al atolón de Aldabra y la isla de Asunción constituyen el Grupo de Aldabra.